# Nobil Collegio Convitto Campana

Il Nobil Collegio Convitto Campana è stato un istituto di formazione maschile di Osimo, con sede a Palazzo Campana.

## Storia
Dopo la scomparsa di Scipione Campana, ultimo discendente dell'omonima famiglia osimana che viveva a Palazzo Campana, si aprì una lunga stagione di dibattiti sull'uso opportuno cui destinare l'importante eredità immobiliare, a proposito della quale si era già pronunciato Federico Campana con proprio testamento nel 1643. 
Con Rescritto 20 settembre 1715 della Congregazione dei vescovi e regolari, la cui approvazione venne resa possibile dall'interessamento del Vescovo di Osimo Orazio Filippo Spada, Palazzo Campana venne destinato ad ospitare due differenti istituzioni di formazione maschile: il laico Nobil Collegio Convitto maschile e il Seminario vescovile (quest'ultimo presente in città fin dal 1564). Dopo tre anni di lavori, condotti sotto la guida di Francesco Antonio Pucciarini, l'ex residenza della famiglia Campana venne ufficialmente inaugurata come edificio destinato alla formazione e all'educazione, regolamentato da specifiche Costituzioni. Esse stabilivano, ad esempio, la formale divisione organizzativa e patrimoniale tra Collegio e Seminario, i quali avrebbero comunque condiviso il personale docente. 

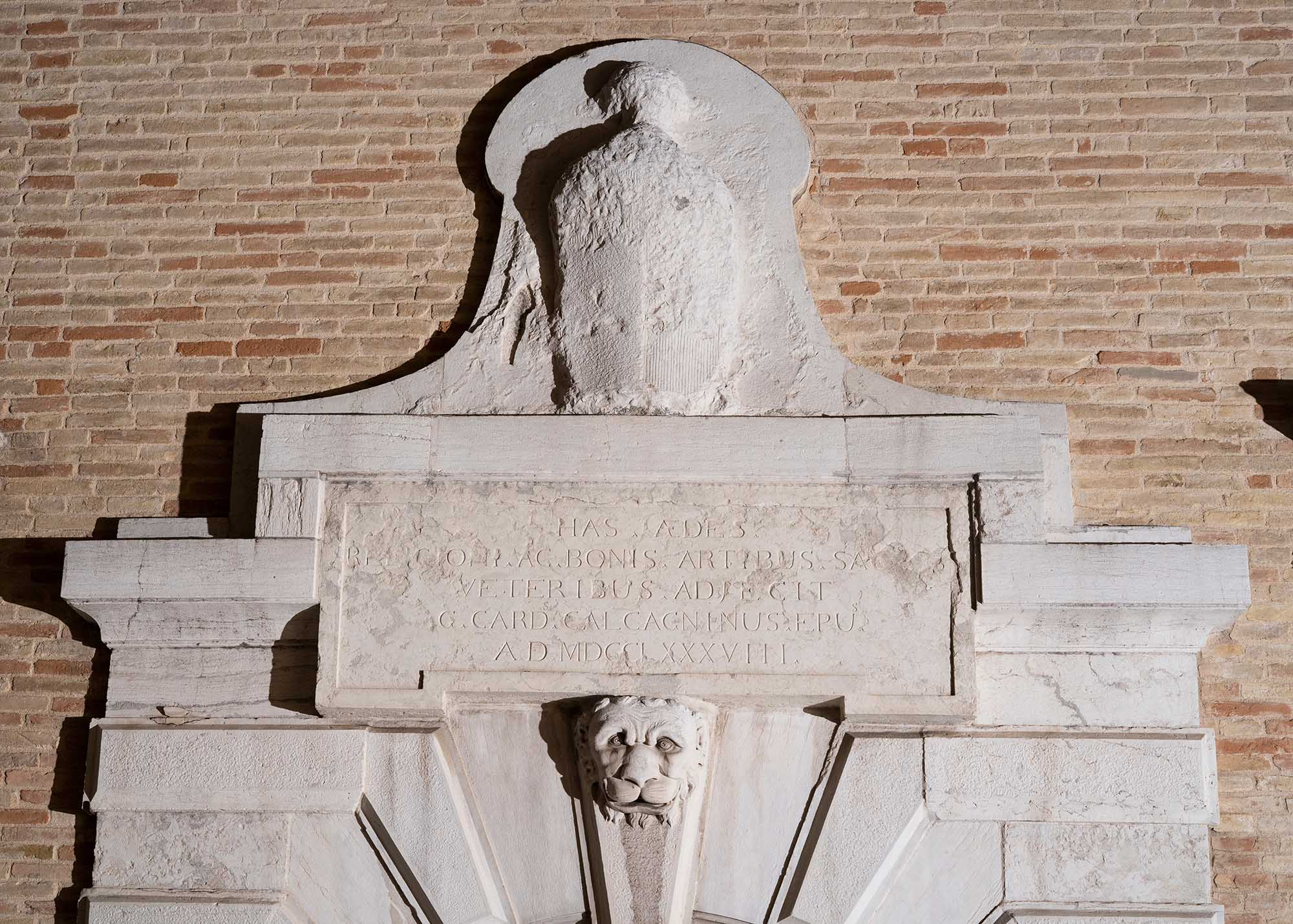
Epigrafe in memoria di Guido Calcagnini

Nel corso del tempo, con specifici provvedimenti, venne progressivamente esteso il numero dei convittori ammessi al Collegio e Seminario Campana e venne ampliato anche il bacino geografico cui l'istituzione rivolgeva il proprio ruolo educativo. Notevole importanza rivestì, per la storia dell'ente, l'episcopato del cardinale Giacomo Lanfredini. Grazie al suo interessamento, il 23 luglio 1735 venne emanato un rescritto, confermato nel settembre dello stesso anno da Papa Clemente XII, con cui si concedeva - nonostante il disaccordo del consiglio comunale - l'autorizzazione a unire al patrimonio del Seminario tutto il ricavato dei beni dell'eredità Campana; inoltre, parimenti sotto la sua guida, vennero ampliati gli spazi a disposizione del Seminario e Collegio: venne aggiunto un piano sopra il refettorio per ospitare un dormitorio e, soprattutto, venne costruito una nuova ala del palazzo adiacente a quella esistente, così da realizzare un cortile tra i due edifici. 

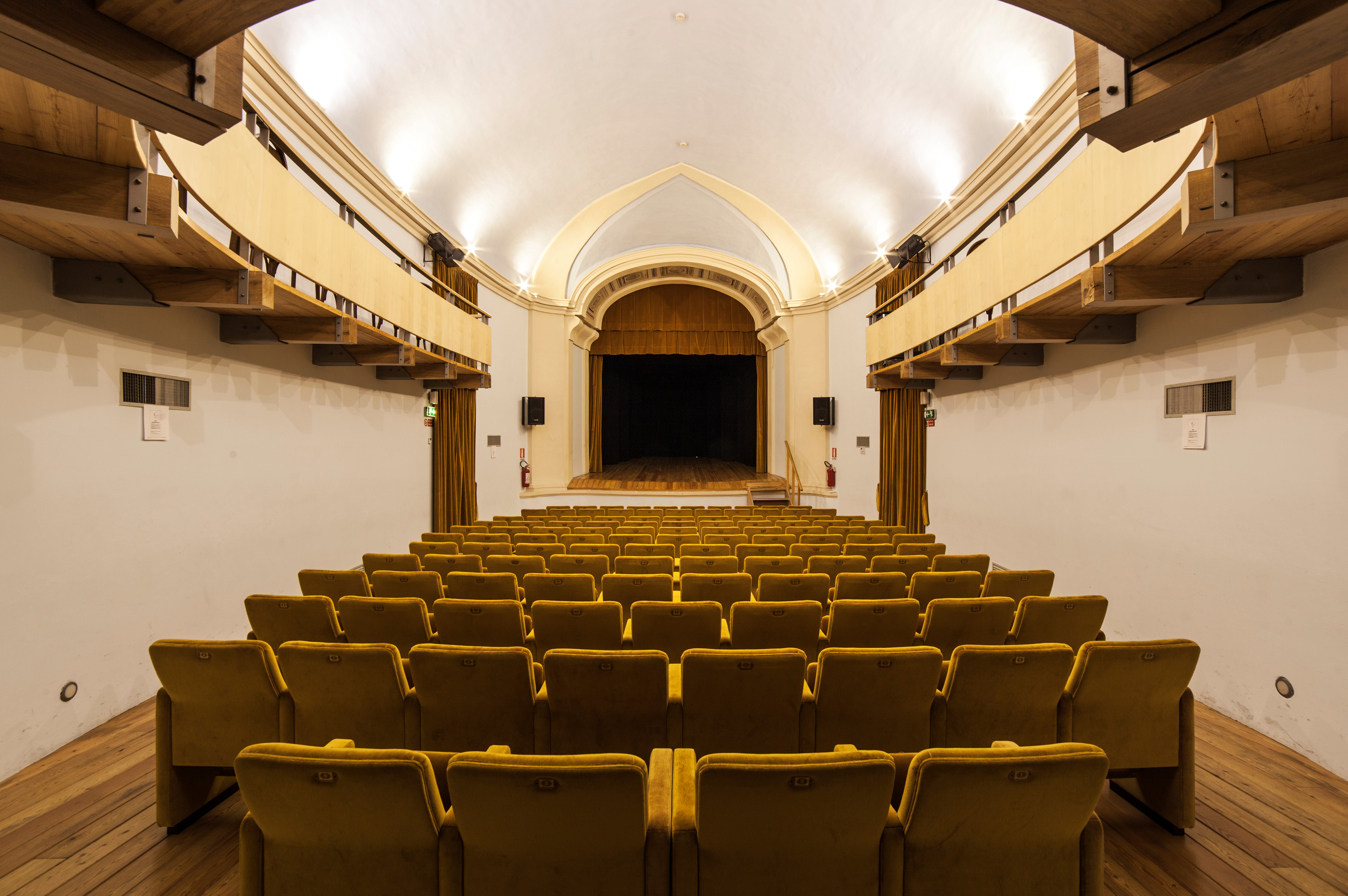
Teatrino di Palazzo Campana (Osimo)

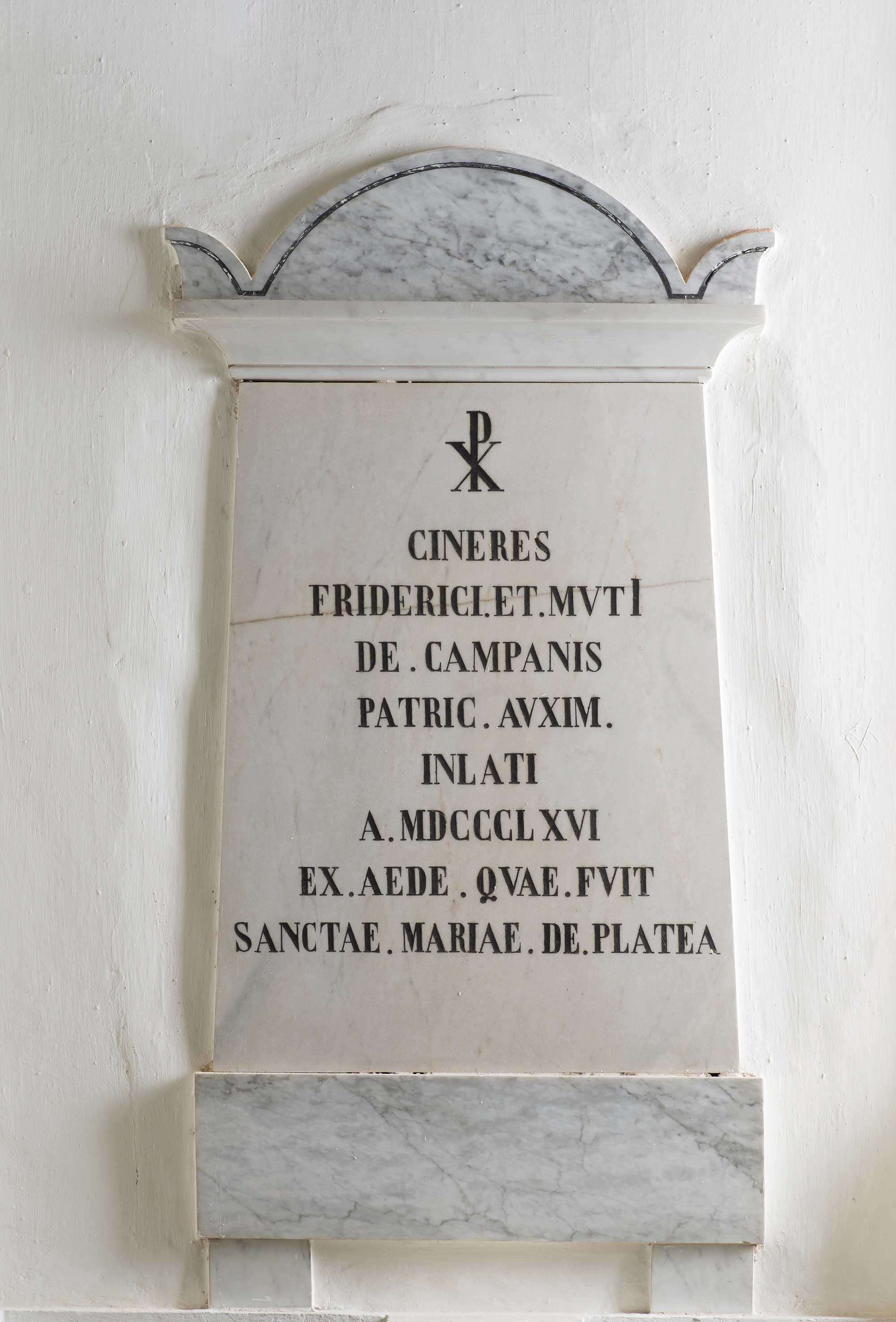
Epigrafe in memoria di Federico e Muzio Campana presso Palazzo Campana (Osimo)

Sul finire del Settecento, e più in particolare nel periodo 1778-1792, molti altri lavori di ampliamento vennero condotti presso Palazzo Campana. Il vescovo Guido Calcagnini incaricò del progetto l’architetto arceviese Andrea Vici, allievo di Luigi Vanvitelli, che, in accordo con la committenza, ingrandì l’edificio attraverso l’aggiunta di un nuovo corpo di fabbrica costruito a ovest all’incrocio tra le vie Campana e Pompeiana. Le difficoltà create all'azione dell'architetto dalla conformazione del terreno e dagli edifici pre-esistenti, indussero Vici all'adozione di misure innovative, tra cui si può annoverare la realizzazione di spazi di forma ellittica: il teatrino nel piano seminterrato e, nel piano nobile, la cappella, dove nel 1866 vennero trasportate le ceneri di Federico e Muzio Campana.
Se il rescritto di Papa Clemente XII emanato nel 1735 aveva già creato dissapori tra le sfere ecclesiastiche e il Consiglio Comunale circa la gestione del Seminario e Collegio, tra il XVIII e il XIX secolo la situazione si complicò ulteriormente: venne avanzata nuovamente la proposta di dividere il Seminario dal Collegio, ma anche in questo caso non si giunse a un accordo. Soltanto il 5 gennaio 1861 un decreto emanato dal Commissario straordinario delle province delle Marche, Lorenzo Valerio, abrogò il rescritto clementino; egli stabilì, inoltre, che i beni del Campana fossero separati da quelli del Seminario ed entrassero nella disponibilità del Comune, che avrebbe dovuto investirli per istituire un Collegio Convitto Nazionale da gestire in conformità all'allora vigente Legge Casati.
Approdare a un accordo su una questione tanto spinosa non fu semplice, anche in virtù dell'approvazione, nel 1866, della legge relativa alla soppressione degli ordini e delle corporazioni religiose, che prevedeva il passaggio dei beni ecclesiastici al demanio. Un primo compromesso venne raggiunto nel 1870, con la proposta di affidare la gestione dell'Istituzione a tre laici e a tre consacrati, uno dei quali con il ruolo di rettore. Soltanto cinque anni più tardi, però, il Prefetto dava comunicazione ufficiale della necessità che il Collegio, nella sua natura di ente comunale, avesse a capo un rettore laico; si avvertì, pertanto, l'esigenza di procedere all'approvazione di un nuovo regolamento e di un altrettanto nuovo statuto, approvati nel corso del 1875 e successivamente modificati secondo le indicazioni del Ministero della Pubblica Istruzione.
Nel 1876 il Collegio Campana venne convertito in ente morale e si stabilì che avrebbe compreso anche un ginnasio-liceo, una scuola tecnica e due classi delle scuole elementari. Lo strappo tra le sfere civile e religiosa si approfondì sempre di più, trovando un'ulteriore criticità con la parificazione del Collegio agli altri Istituti formativi del regno, nel 1878, in virtù della quale il rettore e i docenti iniziarono ad essere nominati direttamente dal Ministero, dietro proposta del Consiglio comunale di Osimo. Malumori e difficoltà si protrassero ancora per circa quindici anni, finché nel 1892, anche a seguito della cacciata dei seminaristi dal Palazzo, prese avvio la scissione definitiva tra Seminario e Collegio Campana, caldeggiata persino dall'allora Vescovo Egidio Mauri e formalizzata sette anni più tardi, nel 1899, da un accordo tra il Sindaco di Osimo, il Vescovo e il Commissario amministrativo del Collegio.
Nei fatti, i seminaristi continuarono a frequentare le lezioni presso il Collegio Campana fino al 1922, quando il Seminario si dotò di corsi propri. Il Collegio, invece, negli anni continuò ad avvalorare progressivamente il proprio ruolo, registrando una prima battuta d'arresto soltanto negli anni finali della II guerra mondiale. Il numero degli studenti cominciò a scendere e nel 1958 si decise di stringere un accordo con l'Opera Nazionale Assistenza Orfani dei Militari dell'Arma dei Carabinieri che si sarebbe occupata della gestione del Collegio. Questioni amministrative ed economiche emerse nel corso degli anni impedirono, però, la conferma della convenzione tra Collegio e Opera nel 1966, e il mancato rinnovo portò il Consiglio di Amministrazione del Collegio a sospendere le attività del Collegio a partire dal 1967. Sarà l'attività di Alessandro Niccoli, Presidente del Consiglio d'Amministrazione fino al 1994, a porre le basi per l'approvazione nel 1984 di un nuovo statuto e a permettere la riapertura del Collegio Campana nella nuova forma amministrativa dell'Istituto Campana per l'Istruzione Permanente.

## Docenti illustri del Nobil Collegio Convitto Campana
Al Nobil Collegio Convitto Campana svolsero la propria attività di insegnamento e vi si formarono numerose personalità che avrebbero avuto in seguito un peso non secondario nella storia culturale italiana. Tra gli studenti è possibile ricordare i futuri papi Leone XII e Pio VIII, nonché il politico e patriota Aurelio Saffi. Tra i docenti, invece, si possono citare Giuseppe Ignazio Montanari, Agostino Maria Molin, Alfonso Cerquetti e Camillo Spada.

### Giuseppe Ignazio Montanari

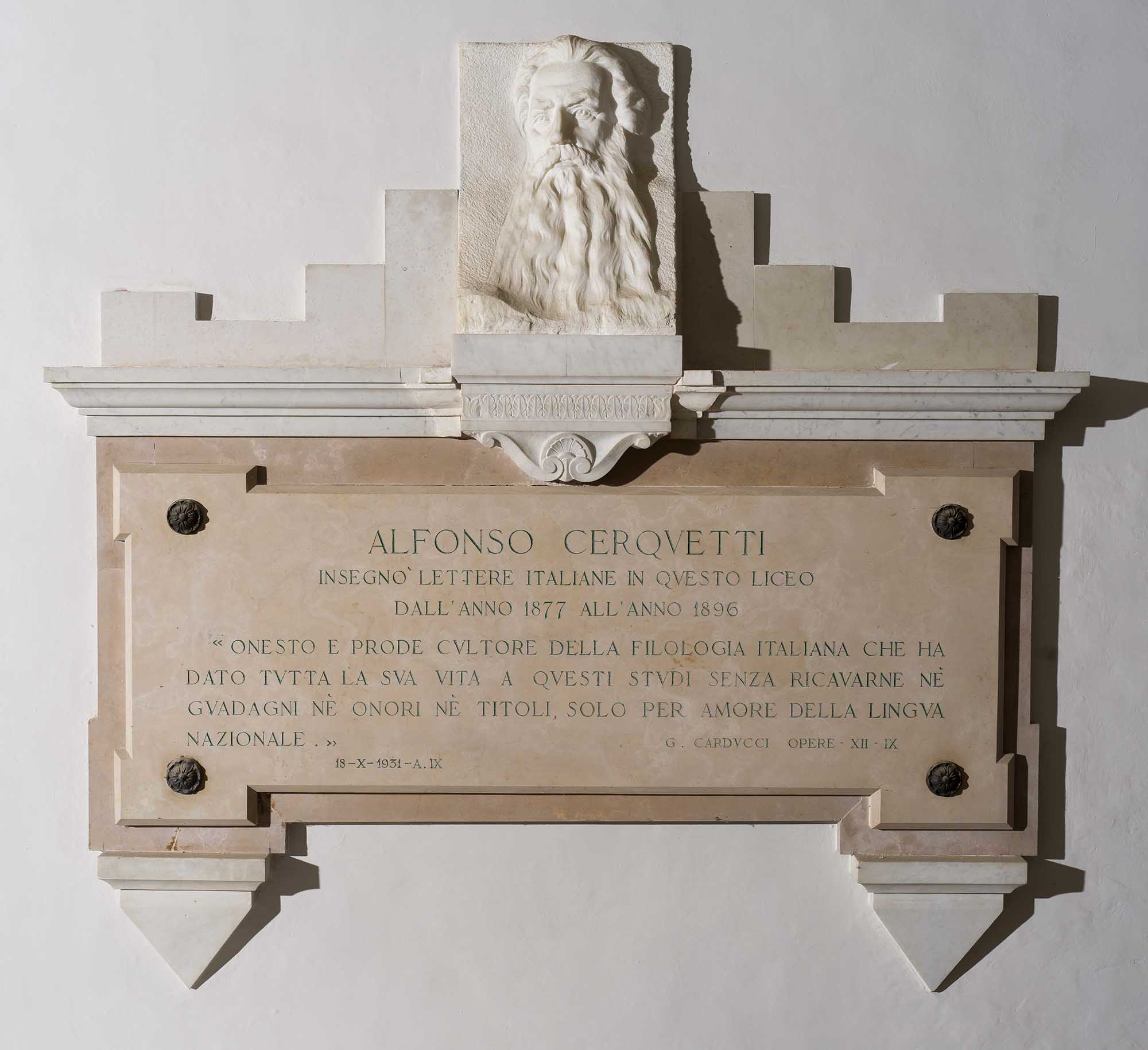
Epigrafe in memoria di Alfonso Cerquetti

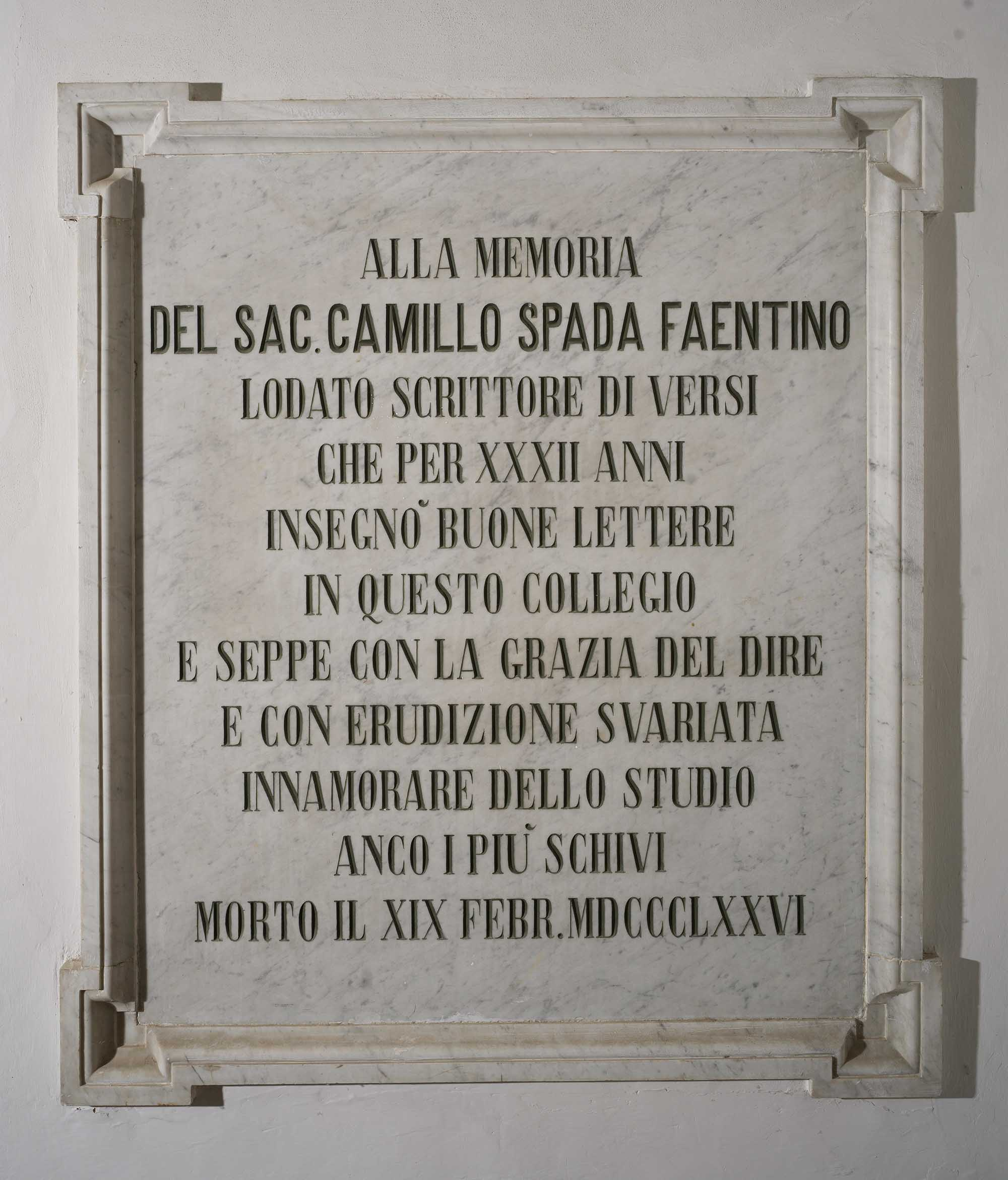
Epigrafe in memoria di Camillo Spada presso Palazzo Campana (Osimo)

### Alfonso Cerquetti
Nacque a Montecosaro il 15 marzo 1830, benché secondo alcune testimonianze la data di nascita dovrebbe essere anticipata al 19 dicembre 1827. Dopo aver coltivato gli studi letterari, divenne docente in prima persona e si occupò prevalentemente di lingua, entrando anche a far parte, nel 1868, della Regia Commissione per i testi di lingua. Fu proprio durante la sua attività come membro della Commissione che Cerquetti curò la redazione di numerosi studi linguistici e lessicografici. Alcuni di questi, relativi alla compilazione del Vocabolario della Crusca, contribuirono alla nascita di un'aspra polemica con alcuni membri dell'Accademia della Crusca, e in particolare con Cesare Guasti, il quale da ultimo presentò una querela ai danni di Cerquetti presso il tribunale di Milano. Nel 1877 Cerquetti si trasferì a Osimo, dove avrebbe ricoperto fino al 1896 la cattedra di Lettere Italiane. Dopo il ritiro a vita privata, negli ultimi anni lavorò a componimenti poetici personali, pubblicati in alcune raccolte di epigrammi, tra le quali si segnalano Dugento epigrammi e Ultimi epigrammi, pubblicati con il corredo di una lettera di Arturo Graf. Morì a Osimo nel 1905.

### Camillo Spada
Nato a Faenza nel 1807, per 32 anni fu docente al Campana di Grammatica Latina, Letteratura Italiana, Umanità e Retorica. Morì a Osimo il 19 febbraio 1876, probabilmente proprio nella Biblioteca di Palazzo Campana. Scrittore prolifico, fu autore di numerose plaquettes e pubblicazioni d'occasione. Nel 1872 pubblicò i Versi, in un'edizione fuori commercio di soli 50 esemplari, in cui si firmava «d. Camillo Spada faentino, maestro di Belle lettere nel Collegio Campana di Osimo».